# 维莱特 (默尔特-摩泽尔省)
维莱特（法語：Villette，發音：[vilɛt] ⓘ）是法国默尔特-摩泽尔省的一个市镇，属于布里埃区。

## 地理
维莱特（49°28'29"N, 5°32'45"E）面积4.63 平方千米，位于法国大東部大區默尔特-摩泽尔省，该省份为法国东北部内陆省份，是洛林的一部分，北邻比利时、卢森堡，北起顺时针与摩泽尔省、下莱茵省、孚日省和默兹省接壤。
与维莱特接壤的市镇（或旧市镇、城区）包括：沙朗西-沃赞、科尔梅、隆吉永。
维莱特的时区为UTC+01:00、UTC+02:00（夏令时）。

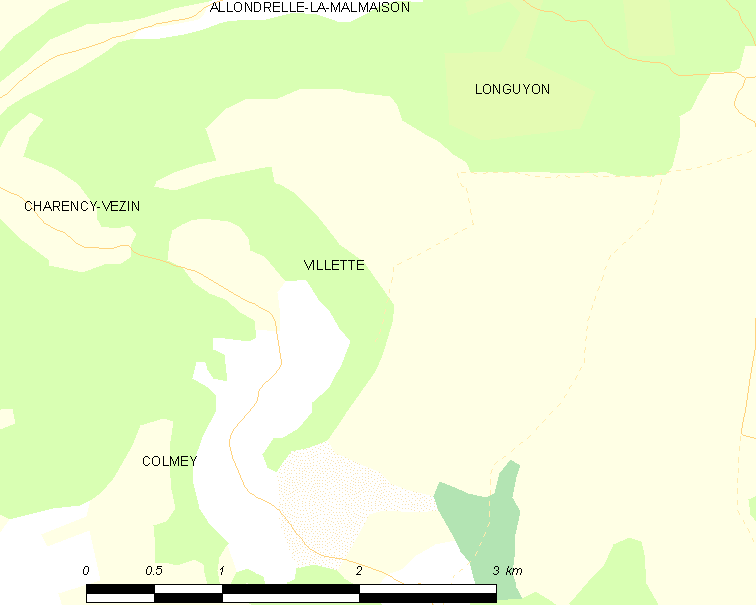
维莱特的OSM定位图

## 行政
维莱特的邮政编码为54260，INSEE市镇编码为54582。

## 政治
维莱特所属的省级选区为蒙圣马丹县。

## 人口

1962-2008年间维莱特人口变化图示

维莱特于2022年1月1日时的人口数量为188人。